# Outi Alanne
Pour les articles homonymes, voir Alanne.
Outi Alanne, née le 4 mai 1967 à Oulu, est une écrivaine finlandaise.

## Livres
- Neiti N : n tarina, Helsinki, WSOY, 2002, 160 p. (ISBN 951-0-27448-8)
- Giljotiini, Helsinki, WSOY, 2006, 269 p. (ISBN 951-0-32078-1)